# Reboot～不死心的詩～/流星
「reboot～不死心的詩～／流星」（日语：reboot～あきらめない詩～／流れ星）是flumpool主流出道的第4張單曲。與前作相隔3個月發售的單曲。

## 收錄曲

### CD
1. reboot ～あきらめない詩～
作詞：山村隆太、作曲：阪井一生、編曲：玉井健二、百田留衣
  - 日本電視台系列・2010年世界盃足球賽應援歌曲
2. 流れ星
作詞：山村隆太、作曲：阪井一生、編曲：玉井健二、百田留衣
2010年的「flumpool tour 2010『What's flumpool!? 〜Love＆Piiiiss Kids Show!!〜』」先行披露樂曲。
3. Calling (LIVE at C.C.Lemon Hall)
作詞：山村隆太、作曲：阪井一生、編曲：玉井健二、百田留衣
4. reboot ～あきらめない詩～ (Instrumental)
5. 流れ星 (Instrumental)

### 初回生産分同梱DVD
1. Documentary Digest：SCHOOL OF LOCK!×flumpool "days at Osafune Junior Hi 2010.3.15"
2. Documentary : a day at C.C.Lemon Hall 2010.4.29
3. Music Clip ：「流れ星」 (with thousands of smiles)